# 庫魯巴
庫魯巴（法語：Kourouba），是馬里的城鎮，位於該國西南部，由庫利科羅區的卡蒂省負責管轄，面積245平方公里，海拔高度360米，2009年人口8,248，人口密度每平方公里34人。